# Le Grand-Village-Plage
Le Grand-Village-Plage là một xã trong tỉnh Charente-Maritime trong vùng Nouvelle-Aquitaine tây nam nước Pháp. Xã này nằm ở khu vực có độ cao từ 2-22 mét trên mực nước biển. Xã nằm trên Île-d'Oléron.